# Ole Frimer
Ole Erik Frimer (født 3. november 1952 i Aalborg) er en dansk bluesguitarist, sanger og komponist.

## Karriere

### De første år
Ole Frimers musikkarriere begyndte i Aalborg i 1968 da han blev bassist i et lokalt soulband ved navn Gags of Gnoggles og desuden spillede guitar i et bluesband. Som 20 årig rejste han til Aarhus for at studere biologi. Her blev han, sideløbende med studierne, hurtigt indlemmet i det aarhusianske musikmiljø og spillede i forskellige blues- og countryblues-sammenhænge som Jensen Band, FBN Trio og Peter Thorup. Sidstnævnte kom han senere til at arbejde tæt sammen med. Efter nogle års optræden med disse bands, i især Danmark og Finland, valgte Ole Frimer at gå egne veje.

### Frimer Band (1989 – 1999)
I 1989 dannede han Frimer Band og begyndte at komponere. Frimer Band pladedebuterede i 1990 med live-albummet Blues Uncovered, som for alvor satte skub i karrieren. Men kort efter udgivelsen rejste Ole Frimer til Grønland, da han blev tilbudt en stilling som videnskabelig leder af Københavns Universitets Arktiske Station i Godhavn. Her opholdt han sig i perioden 1990-1993. Efter hjemkomsten færdiggjorde han en ph.d.-afhandling om sit arbejde i Grønland, som han forsvarede i København i 1994. Herefter genoptog han musikerkarrieren og indspillede de følgende år tre albums med Frimer Band med skiftende besætninger, dog med bassist Jørgen Nielsen som fast ankermand.

### Blue Junction (1996 – 2009)
I 1996 indleder han et samarbejde med guitarist Uffe Steen, bassist Morten Brauner og trommeslager Esben Bach (senere erstattet af trommeslager Claus Daugaard). Kvartetten kaldte sig Århus All Stars, men da samarbejdet blev intensiveret tog bandet det mere regulære navn Blue Junction, Bandet gjorde sig bemærket også udenfor blueskredse, både nationalt og internationalt. Blue Junction indspillede fire albums, en DVD og nogle singler. Bandet modtog bl.a. to amerikanske Real Blues Awards for hhv. Best Live European Blues Recording og Best European Blues Act. Seneste album Live Out Of Love vandt en Danish Music Award for Årets Danske Bluesudgivelse 2007. Blue Junction opløstes i 2009.

### Peter Thorup & Ole Frimer (2001 – 2007)
I 2001 dannede Ole Frimer "Den Sprøde Duo" med sin ven og kollega gennem 17 år, bluesmusiker og producer Peter Thorup. De udgav singlen Glade Jul og live-albummet På Stedet, og turnerede flittigt i Danmark, Tyskland, Polen og Grønland indtil Thorups pludselige død i 2007.

### Varna
Ole Frimer har turneret meget i Grønland gennem årene. Han og hans bandmedlemmer introducerede bluesmusikken til grønlandske musikere gennem flere workshops og koncerter. På en festival i Nuuk mødte Frimer den grønlandske sanger og sangskriver Varna. Frimer opfordrede Varna og hendes producer og bassist Jorsi Sørensen til at komme til Aarhus for at indspille deres sange. I 2006 arbejdede Varna, Jorsi, Frimer, keyboardspiller Claus Sand og trommeslager Claus Daugaard på Varnas debutalbum I Wish i et studie i Aarhus, og udgav det i Grønland og Danmark i 2007. Varna modtog Kodas Talent Pris for I Wish samme år.

### Ole Frimer Band (2008 - )
Allerede i 2008 startede Ole et nyt Ole Frimer Band op. I 2010 var den endelige besætning klar med bassist Jesper Bylling, organist Palle Hjorth og trommeslager Claus Daugaard. Ole Frimer Band udgav i 2014 deres første album, det dansksprogede, Blålys, som fik stor medieomtale i Danmark og de øvrige nordiske lande og blev nomineret til en Danish Music Award for Årets Danske Blues Album. I 2015 sendte de albummet Live At Blues Baltica på gaden, Pladen, der var optaget på en festival i Eutin i Tyskland, modtog rosende anmeldelser fra det meste af Europa og i USA. Også Live At Blues Baltica blev nomineret til en Danish Music Award for Årets Danske Blues Album. I 2019 blev Palle Hjorth erstattet med organist og keyboardspiller Niels Ole Thorning. I januar 2020 udgav de deres andet dansksprogede album Faerd, og i august samme år albummet Live In Eppingen på det tyske label Katti Records. Sidstnævnte blev nomineret til en Danish Music Award for Årets Danske Blues Album.

## Priser
| år   | pris                          | kategori                                                 |
| ---- | ----------------------------- | -------------------------------------------------------- |
| 2001 | 7th Annual Real Blues Awards  | Best Live European Blues Recording                       |
| 2004 | 10th Annual Real Blues Awards | Best European Blues Act                                  |
| 2008 | Danish Music Awards           | Årets Danske Blues Album                                 |
| 2011 | Bank Nordiks Ærespris         | Mangeårigt virke på danske og internationale musikscener |
| 2021 | Bluesnight Award              | Enestående indsats for dansk blues                       |

## Udgivelser

### Frimer Band
- 1990 Blues Uncovered
- 1995 Handmade
- 1997 Sheltered Roads
- 1999 Second live

### Blue Junction
- 1998 22:17 Live In Aarhus
- 2002 Diamond On A Dump
- 2004 The Journey
- 2005 Dating (DVD/dual disc)
- 2005 En Gydehistorie (single)
- 2006 Net Date (single)
- 2007 Live Out Of Love
- 2007 Black Magic Woman (single)

### Peter Thorup & Ole Frimer
- 2005 Glade Jul (single)
- 2006 På Stedet

### Varna
- 2007 I Wish

### Ole Frimer Band
- 2014 Blålys
- 2015 Live At Blues Baltica
- 2020 Faerd
- 2020 Live in Eppingen